# Смертна кара в Білорусі

У Європі найбільша концентрація держав, які скасували смертну кару (синій). Поточна карта станом на 2020 рік
Скасовано за всі правопорушення
Збережена смертна кара

Смертна кара в Білорусі — найвища міра покарання. Там було здійснено щонайменше дві страти у 2019 році.
Чинна національна конституція призначає це покарання за особливо тяжкі злочини. Подальші закони уточнили конкретні злочини, за які може використовуватись смертна кара. Смертна кара може бути призначена за злочини, які вчиняються проти держави або проти окремих осіб. Кілька ненасильницьких злочинів також можуть каратися смертю. Станом на 2020 рік, Білорусь — єдина країна в Європі, яка використовує смертну кару як найвищу міру покарання.
З 1953 року офіційні смертні вироки в Білорусі виконують лише в слідчому ізоляторі №1 (відомий як «Волода́рка»).

## Законодавство
Стаття 24 Конституції Білорусі твердить:
|  | Смертна кара до її скасування може застосовуватися законом як виняткова міра покарання за особливо тяжкі злочини і лише згідно з вироком суду. Оригінал - біл. Смяротная кара да яе адмены можа прымяняцца ў адпаведнасці з законам як выключная мера пакарання за асабліва цяжкія злачынствы і толькі згодна з прыгаворам суда. |

## Статистика
Якщо в перші роки незалежності Білорусі щорічно виносилося до 47 смертних вироків, то починаючи з 2000 року їхня кількість різко пішла на спад і в 2000-ні роки щорічно до смертної кари засуджували не більше 10 осіб. У 2010-і роки щорічно виносилося не більше 5 смертних вироків. Точна кількість засуджених не розголошується. В основному правозахисники дізнаються про виконання вироків від родичів засуджених.
- 1991 – 14
- 1992 – 24
- 1993 – 20
- 1994 – 24
- 1995 – 46
- 1997 – 46
- 1998 – 47
- 1999 – 13
- 2000 – 4
- 2001 – 7
- 2007 – 1
- 2008 – 4
- 2009 – 0
- 2010 – 2
- 2011 – 2
- 2012 – 1
- 2013 – 3
- 2014 – 3
- 2015 – 0
- 2016 – 4
- 2017 – 2
- 2018 – 4
- 2019 – 2